# Балково (Московская область)
Балково — деревня в городском округе Серпухов Московской области. До упразднения в 2018 году Серпуховского района входила в состав Липицкого сельского поселения (до 29 ноября 2006 года входила в состав Балковского сельского округа).

## Население
| 2002 | 2006 | 2010 |
| ---- | ---- | ---- |
| 284  | ↗299 | ↘292 |

## География
Балково расположено примерно в 27 км (по шоссе) на юго-восток от Серпухова, на правом берегу реки Кеденка (правый приток Оки), высота центра деревни над уровнем моря — 131 м.

## Современное состояние
На 2016 год в деревне 6 улиц и 1 переулок. Балково связано автобусным сообщением с райцентром и соседними населёнными пунктами (маршрут № 36).

## Археология
В окрестностях деревни Балково в яме на берегу речки Неглядейки в 1924 году были найдены два полированных каменных боевых топора фатьяновской культуры.